# 中泉町
中泉町（なかいずみちょう）は静岡県の西部、豊田郡・磐田郡に属していた村である。
現在の東海道本線磐田駅が所在し、旧見付町とともに現在の磐田市中心部を形成する。

## 地理
- 河川：今之浦川

## 歴史
中泉には、天正15年（1587年）頃に徳川家康によって建設された中泉御殿があった。敷地1万坪とも言われる御殿は、徳川家が東海道を往復する際の休息地として利用されたが、寛文10年（1670年）に廃止された。また、中泉陣屋（中泉代官所）が設置され、遠江国や三河国などの幕府領（天領）を管轄する中泉代官の拠点となった。中泉代官を務めた人物には、安政大地震への対応や貧民救済で業績を残した林靏梁がいる。
明治維新が成ると代官は廃止され、代わって静岡藩の奉行が置かれた。明治2年（1869年）1月に初代中泉奉行に任命された前島来輔（密）は江戸から移住してきた旧幕臣の支援を行ったほか、天竜川の水害を受けて困窮した住民を救うため、近隣の寺院と協力し「中泉救院」を開設した。なお、前島は後に明治政府に出仕し近代郵便制度を整備した功績で知られ、その所縁から磐田駅前には前島の胸像と共に当時の形を再現した郵便ポストが設置されている。
東海道線が開設されると、1889年4月に当町内に中泉駅（現在の磐田駅）が開業した。駅の用地は、中泉を代表する素封家で、政治家・社会事業家でもあった青山宙平（1818年 - 1910年）が提供したもので、駅前に顕彰碑がある。

### 行政区画の変遷
- 1889年（明治22年）4月1日 - 町村制の施行により、豊田郡中泉村、山名郡二ノ宮村が合併して豊田郡中泉町が発足。梅原村と町村組合を結成し、大字中泉に組合役場を設置。
- 1896年（明治29年）4月1日 - 郡制の施行により所属郡が磐田郡に変更。
- 1929年（昭和4年）3月1日 - 梅原村を編入。町村組合を解消。
- 1940年（昭和15年）11月1日 - 見付町・西貝村・天竜村と合併して磐田町が発足。同日中泉町廃止。

## 交通

### 鉄道路線
- 鉄道省
  - 東海道本線
    - 中泉駅（現磐田駅）
- 光明電気鉄道（1928年 - 1936年）
  - 光明電気鉄道線
    - 新中泉駅 - 二之宮駅
- 中泉合同運送 - 中泉駅（現磐田駅）と池田村を結んだ人車軌道。1932年廃止。